# Arano
Arano è un comune spagnolo di 134 abitanti situato nella comunità autonoma della Navarra.